# Duo & Trio
| Recensione       | Giudizio |
| ---------------- | -------- |
| All About Jazz   |          |
| JazzWax          | /        |
| Jazz Hot         | /        |
| Coleurs Jazz     | /        |
| Jazz World Quest | /        |
| Sk.jazz          |          |
| Concerto         |          |

Duo & Trio è il ventunesimo album in studio registrato negli Stati Uniti da Roberto Magris per la casa discografica JMood di Kansas City ed è stato pubblicato nel 2022. È un disco di genere Mainstream jazz e Be Bop, registrato in due periodi diversi e con due formazioni diverse. Nei brani dispari della track list, Magris suona in duo assieme al sassofonista Mark Colby, mentre in quelli pari, suona in trio assieme al suo gruppo di Kansas City.

## Tracce
1. Cool World! – 4:16 (Roberto Magris)
2. Bellarosa – 5:56 (Elmo Hope)
3. Some Other Time – 7:51 (Leonard Bernstein)
4. Melody For “C” – 5:50 (Elmo Hope)
5. Papa’s Got A Brand New Rag – 6:06 (Roberto Magris)
6. Cherokee – 7:58 (Ray Noble)
7. Old Folks – 5:21 (Shuman)
8. Samba Rasta – 5:58 (Andrew Hill)
9. In The Springtime Of My Soul – 5:12 (Roberto Magris)
10. A Rhyme For Angela – 7:01 (Kurt Weill)
11. Blues For Herbie “G” – 3:50 (Roberto Magris)

## Musicisti
nei brani # 1, 3, 5, 7, 9, 11
- Roberto Magris – pianoforte
- Mark Colby – sassofono tenore e sassofono soprano

nei brani # 2, 4, 6, 8, 10
- Roberto Magris – pianoforte
- Elisa Pruett – contrabbasso
- Brian Steever – batteria
- Pablo Sanhueza – congas (brani 4 e 8)